# Bonggae-dong
Bonggae-dong (koreanska: 봉개동) är en stadsdel i staden Jeju i provinsen Jeju i den södra delen av Sydkorea, 500 km söder om huvudstaden Seoul. Bonggae-dong ligger på norra delen av ön Jeju. 